# Люценко Олександр Юхимович
Олекса́ндр Юхи́мович Люце́нко (рос. Люценко Александр Ефимович, нар.31 липня 1806 — пом.9 лютого 1884) — український археолог, музеєзнавець. Дійсний статський радник.

## Життєпис

### Родина
Батько Юхим Петрович Люценко — (нар.12 жовтня 1776, Янівка, Чернігівський повіт, Чернігівська губернія — пом.28 грудня 1854, Санкт-Петербург) — статський радник, український письменник, перекладач.
Брат Данило — титулярний радник, український педагог.
Сестра Анастасія (нар. 1808 — пом.1891), у шлюбі з Микитою Петровичем Неїловим.
Брат Федір — колезький радник, у 1864 році — старший контролер-ревізор департаменту Державного казначейства.
Брат Юхим (нар. 1810 — пом.1891) — надвірний радник, у 1857 році — старший завідувач підрозділу департаменту Державного казначейства, український археолог і поет.

### Освіта
1821 року вступив до військово-будівельного училища, яке закінчив у 1823 році у чині прапорщика.

### Військова діяльність
1823 року скерований училищем у будівельний загін з відрядженням, як здібний, до інституту корпусу інженерів шляхів сполучення, а у наступному році переведений в корпус інженерів шляхів сполучення.
1823 року, призначений на дійсну службу в V Київський округ, де 1825 року посідає посаду інженера 3-го класу у чині підпоручика, а у 1826—1828 роках — у чині поручика. 1828 року призначається корпусним інженером для дослідження на Ямпільських порогах на Дністрі щодо визначення місць для поліпшення судноплавства. 1828 року відряджений на Дністер, в Херсонську губернію, де, відповідно до даної інструкції, зібрав відомості як у Херсонській губернії, так і в Молдові та у Бессарабії про зручні місця для побудови млинів. 1830 року призначений членом ревізійної—технічної комісії при Раді шляхів сполучень та 1832 року вже має чин капітана. 1838 року призначений в училище цивільних інженерів для викладання правил виконання робіт, складання технічних та фінансових звітів і правил діловодства.
У 1841—1844 роках у чині підполковник перебуває у розпорядженні Головного управління Грузією, а саме: Директора військових сполучень Кавказького краю генерал-майора Михайла Михайловича Еспехо.
У 1843—1851 роках — Член правління VIII округу управління шляхів сполучень.
1850 року отримує чин полковника.

### Цивільна діяльність
У 1853—1877 роках — директор Керченського музею старожитностей за запрошенням Лева Олексійовича Перовського.
За бездоганну державну службу отримує чини:
- Колезький радник (1853)[20][21][22];
- Статський радник (1856)[23][24][25][26][27][28];
- Дійсний статський радник (1867)[29][30][31][32][33][34][35][36][37][38].

### Наукова діяльність
Захоплювався нумізматикою і через це зібрав колекцію давньогрецьких монет.
У 1853—1878 роках проводив розкопки скіфських та античних пам'яток (Олександропільського і Мелек-Чесменського курганів) поблизу Керчі та на Таманському півострові. Знахідки з цих пам'яток знаходяться у колекціях Ермітажу і Керченського музею.
1859 року як директор музею розробив план археологічних досліджень і представив його до Археологічної комісії доповідною запискою — це було першою спробою спрямувати археологічні дослідження в планове русло.
У Керчі жив в одній з кімнат будинку музею, разом з молодшим братом Юхимом, що виконував при музеї обов'язки лаборанта та готував публікації за результатами досліджень.
Під його керівництвом відкриті чи додатково обстежені кургани: поблизу Керчі — Юз-Оба, Мелек-Чесменський, Золотий курган, Темир-Гора; на Таманському півострові — кургани Васюринської гори, Велика та Мала Близниця, Артюховський; у Катеринославській губернії — Олександропільський курган, біля Феодосії — близько 20 курганів.
Під його керівництвом проводилися розкопки на городищах Німфей і Тірітака в околицях Керчі, Фанагорія — на Таманському півострові; відкрито кілька розписаних склепів на горі Мітрідат.
1874 року — учасник Третього Археологічного з'їзду в Києві.

### Останні роки життя
З 1878 року — на пенсії. Мешкав у Санкт-Петербурзі.
Помер 9 лютого 1884 року. Похований на Смоленському кладовищі.

## Нагороди
- орден Святої Анни 3 ступеня (2 квітня 1838)[39];
- орден Святої Анни 2 ступеня;
- орден Святого Станіслава 1 ступеня
- орден Святого Володимира 4 ступеня (16 квітня 1841)[40];
- орден Святого Володимира 3 ступеня;
- Медаль «У пам'ять війни 1853–1856»;
- «Відзнака за 15 років бездоганної служби» (22 серпня 1839)[41];
- «Відзнака за 30 років бездоганної служби» (1871).

## Праці
- Описание пепельной урны с рисунком, найденной в марте 1872 г. в Керчи.(рос. дореф.)
- Записки Одесского общества истории и древностей, 1872.(рос. дореф.)
- О двух мраморах с эллинистическими надписями, открытых в 1874 г. в Керчи.//Записки Одесского общества истории и древностей, 1875.(рос. дореф.)
- Древние еврейские надгробные памятники, открытые в насыпях Фанагорийского городища. СПб. 1880.(рос. дореф.)